# 自行防空武器

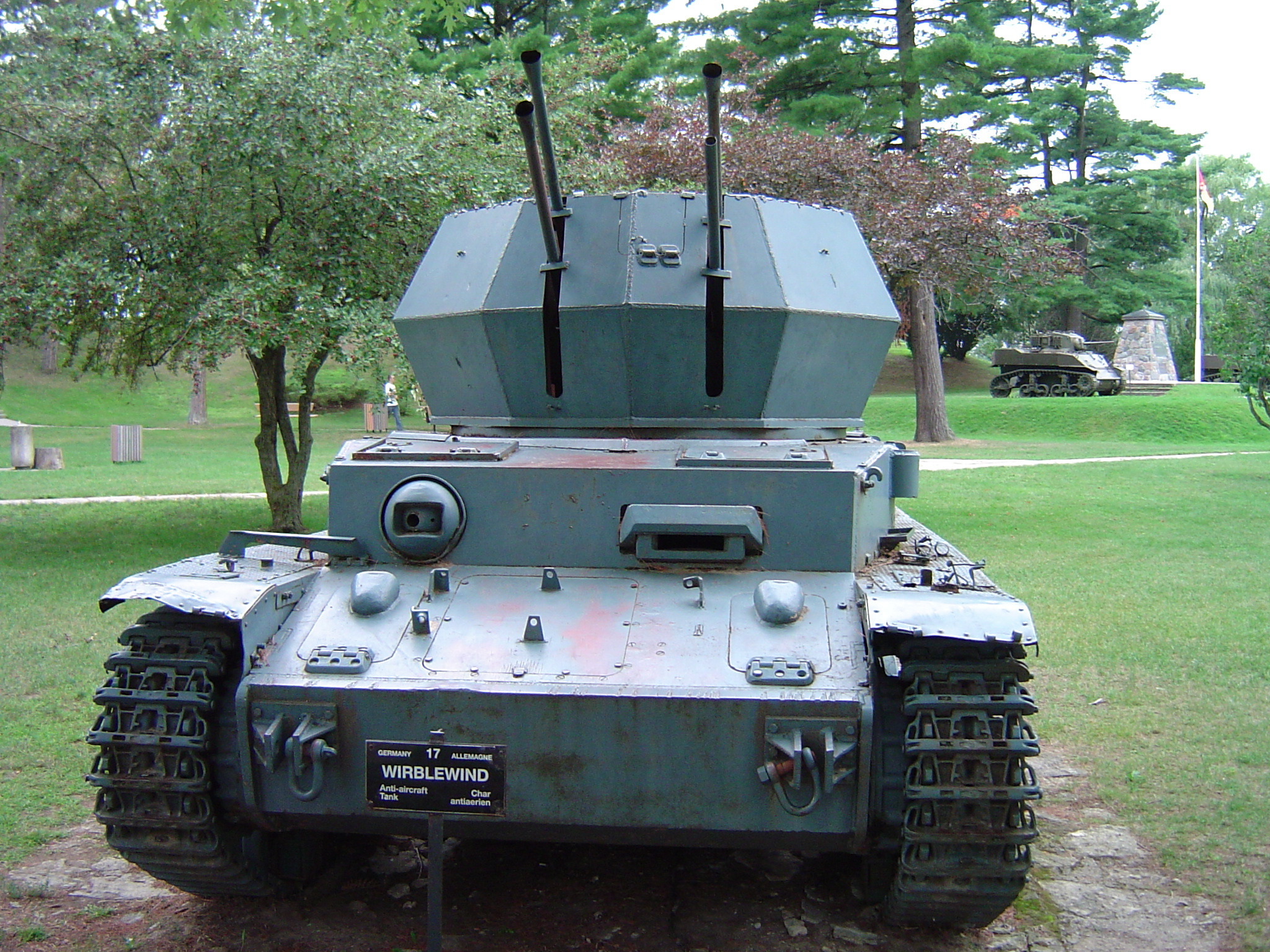
旋風式防空坦克

自行防空武器，又稱機動防空武器，是指將防空機砲、高射砲或地對空飛彈等安裝於軍用車輛上的機動防空武器，可分为自行高射炮（自行高炮）、自行防空导弹发射车、自行弹炮合一防空系统。由於部分機動防空武器採用坦克的車體作為載具，故又名防空戰車。

## 歷史
自從第一次世界大戰而來，飛機於軍事上的利用價值，逐漸被受重視，因而對陸上軍事力量的威脅亦日漸增加。對此，在一戰期間開始出現了一些，借用陸軍原有的火砲、機關砲或機關槍等，改裝而成的防空兵器。其後為了配合軍隊移動，逐將這些防空兵器安裝於車輛上，此即為自行高射炮的萌芽期。不過，因大戰間多數軍隊甚少移動，故此類安裝於車輛上的自行防空兵器並未流行，多仍為由畜力或人力移動。
到了第二次世界大戰期間，航空技術已得到長遠發展，及因着軍事上對機動性的重視提高，戰事多轉變為機動性作戰，故一時出現大量自行防空兵器，並且出現了由戰車改裝而成的防空兵器，如德軍因在戰爭後期失去原有的制空權，為了保護地面上的陸軍，免受盟軍的對地攻擊機攻擊，並能夠與陸軍同時移動，特別是德軍的裝甲部隊，因而大量開發自行防空兵器，例子有旋風式防空坦克、東風式防空坦克及閃電球式防空坦克等等。
而戰後至今，自行高射炮則發展出配合火控雷達來追蹤及確認目標，乃至能夠在配合雷達下，透過電腦進行自動射擊，取代以往單靠目視及人手操控的方式。

## 机动防空车列表

### 第二次世界大戰
- 旋風式防空坦克
- 家具車式防空坦克
- 東風式防空坦克
- 球狀閃電防空坦克
- M13 MGMC（英语：M13 Multiple Gun Motor Carriage）
- M15 CGMC（英语：M15 half-track）
- M16 MGMC（英语：M16 Multiple Gun Motor Carriage）
- M19防空砲車（英语：M19 Multiple Gun Motor Carriage）

### 现今
- M42防空砲車
- M247約克中士式自行防空炮
- 復仇者防空飛彈系統
- 酋長防空武器系統（日语：Counter-RAM）
- ZSU-57-2防空坦克
- ZSU-23-4石勒喀河自行高射炮
- 2K22通古斯卡自行高射炮
- 鎧甲-S1飛彈
- 獵豹式自行防空炮
- 神射手防空系統
- B22L防空坦克
- PZA 羅拉自行防空炮（英语：PZA Loara）
- 87式自走高射炮
- 空中遊俠30防空系統（英语：Skyranger 30）
- 空中遊俠35防空系統（英语：Skyranger 35）
- PGZ-88自行高射炮
- PGZ-95自行高射炮
- PGZ-09自行高射炮
- 陸盾2000自行高射炮

## 照片

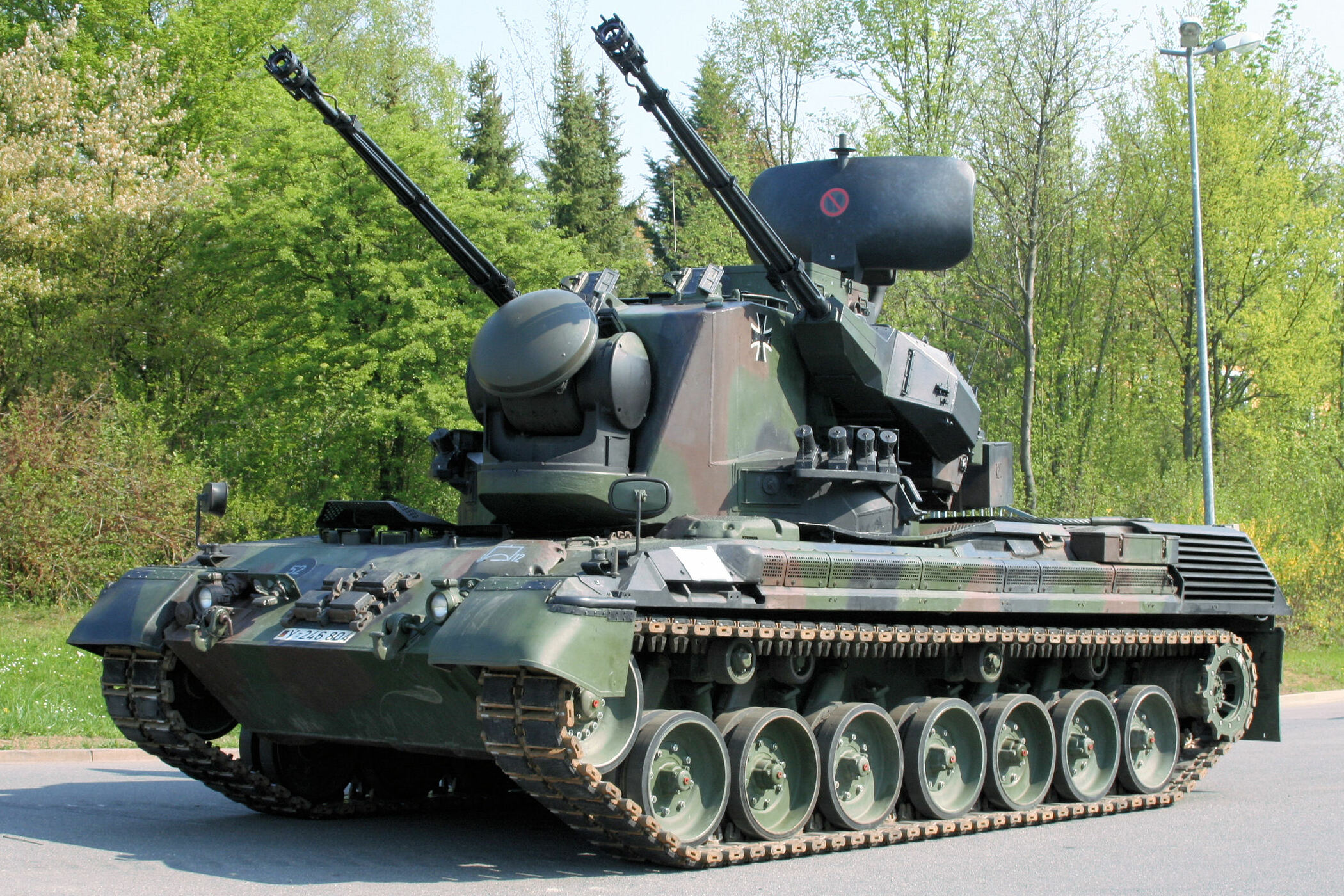
獵豹式自行防空炮
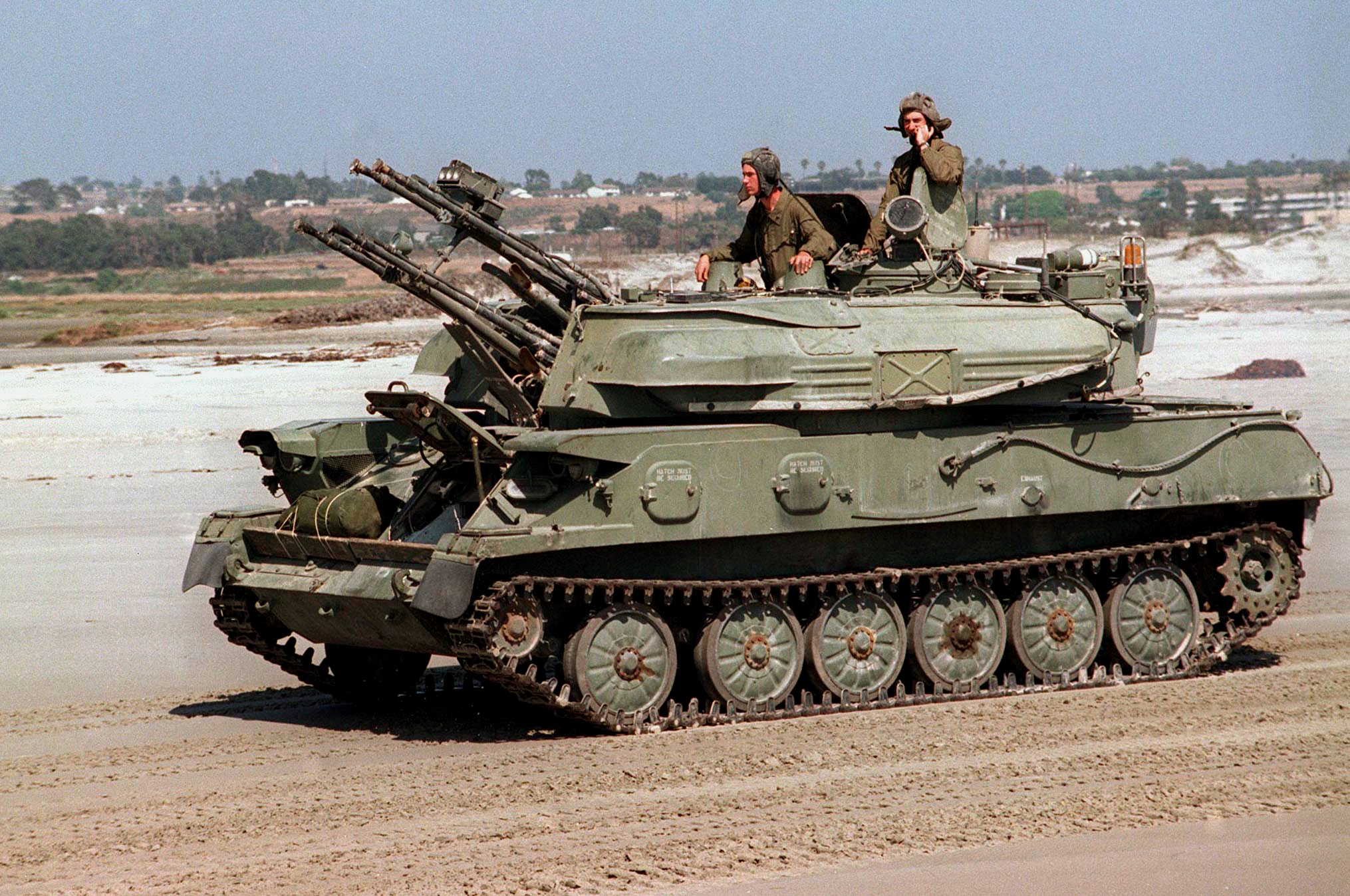
ZSU-23-4
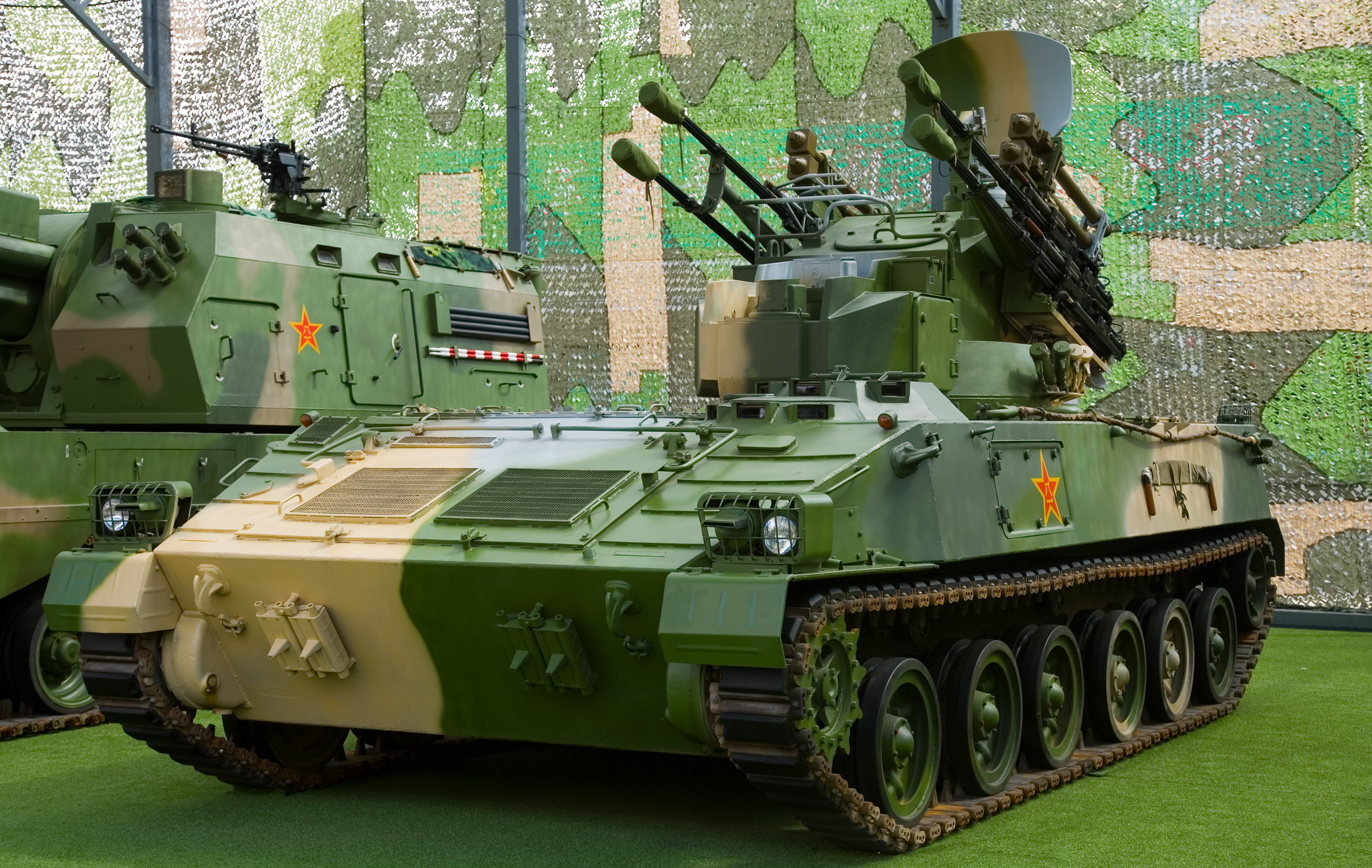
PGZ-95自行高射炮
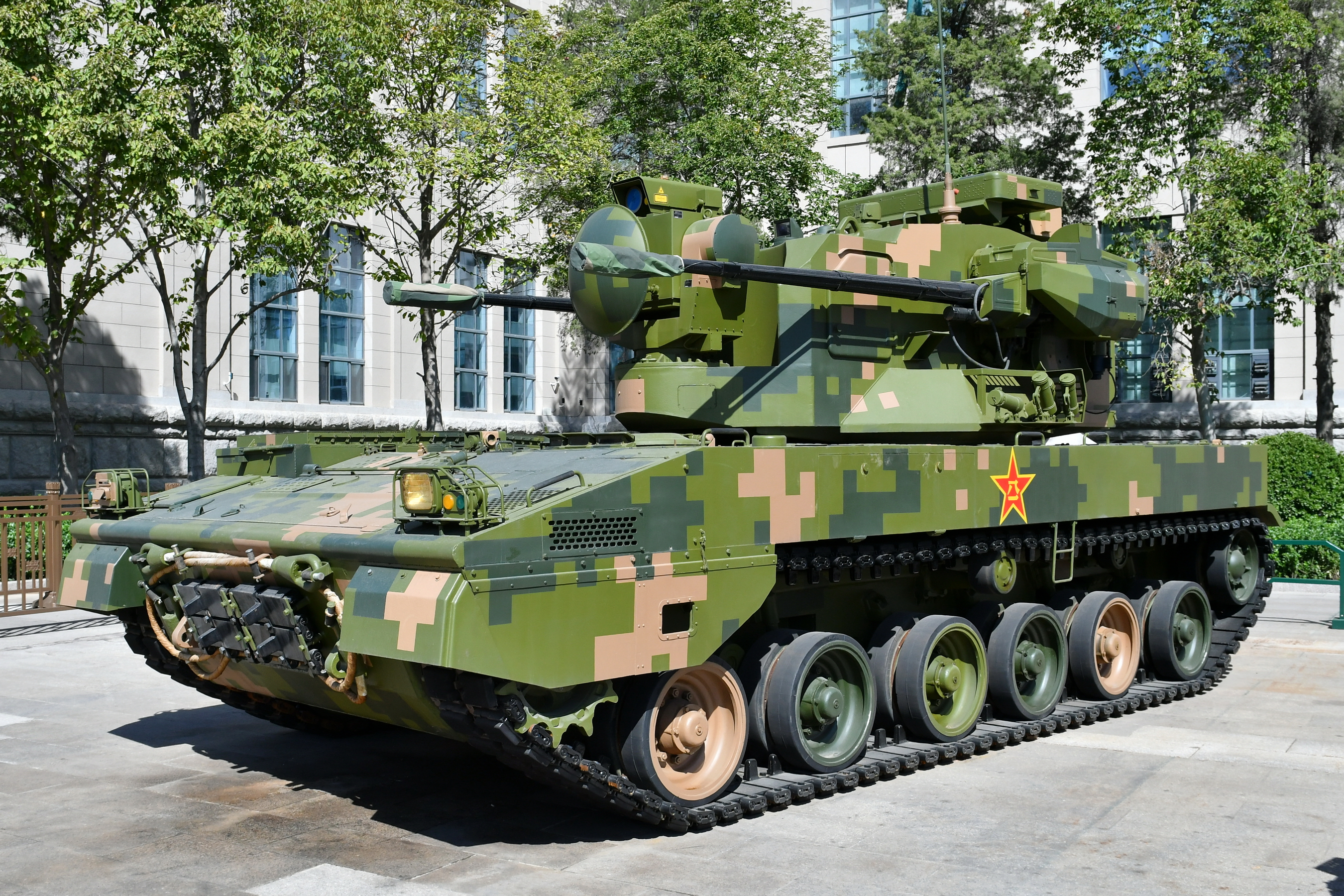
PGZ-09自行高射炮
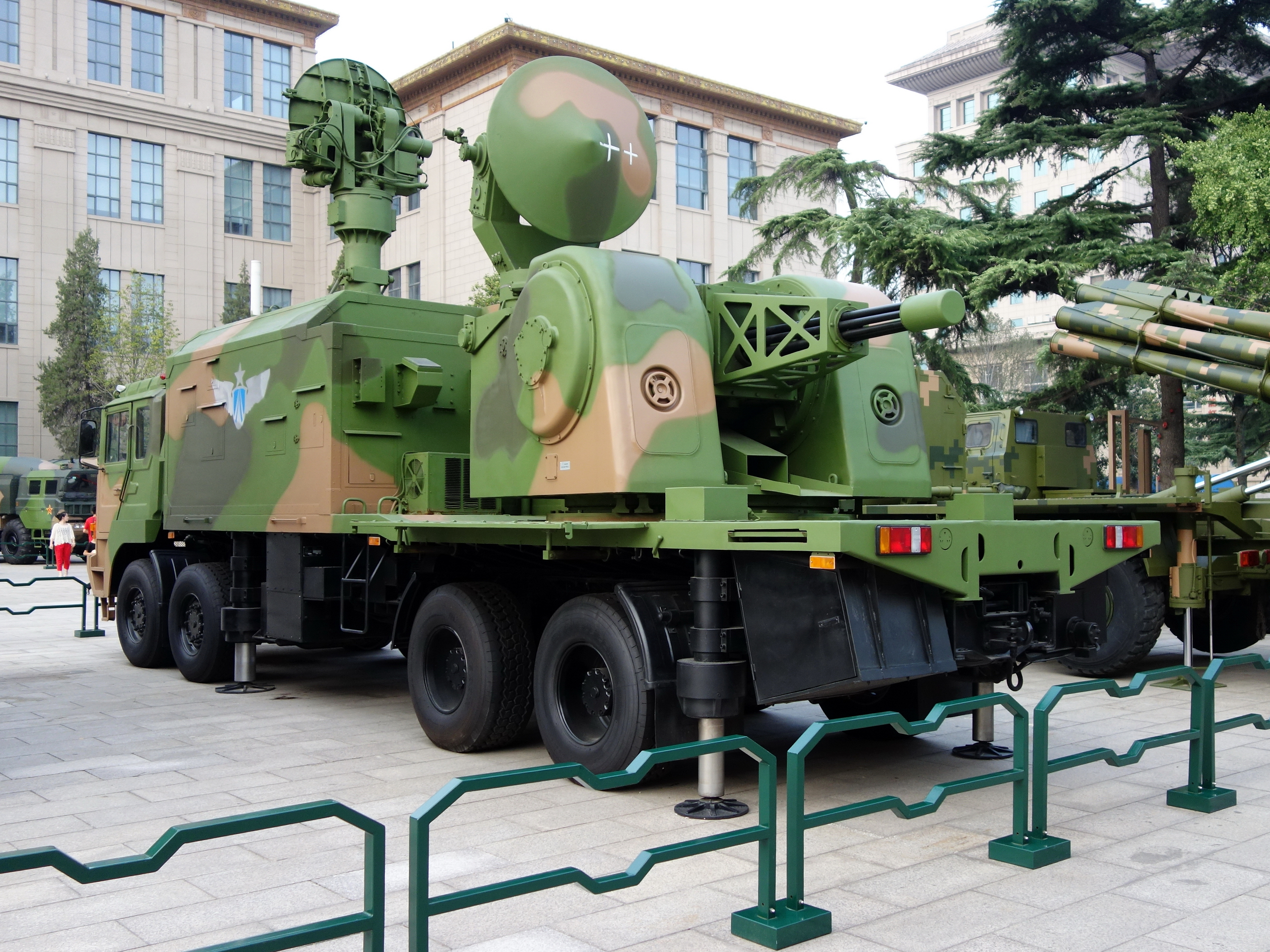
陸盾2000自行高射炮